# Флаг Приморского городского поселения (Ленинградская область)
Флаг Примо́рского городского поселения является официальным символом муниципального образования Приморское городское поселение Выборгского муниципального района Ленинградской области Российской Федерации и служит знаком единства его населения.
Утверждён 30 января 2007 года и внесён в Государственный геральдический регистр Российской Федерации с присвоением регистрационного номера 2807.

## Описание
Представляет собой прямоугольное полотнище с отношением ширины флага к длине — 2:3, воспроизводящее композицию герба муниципального образования Приморское городское поселение в синем и белом цветах.
Геральдическое описание герба гласит: «В лазоревом (синем, голубом) поле — плывущий серебряный одномачтовый корабль с носовыми и кормовыми украшениями в виде орлиных голов, с серебряным парусом, обременённым четырьмя лазоревыми берёзовыми листьями: один, два и один и серебряным вымпелом; корабль сопровождён в оконечности серебряной рыбой в пояс».

## Обоснование символики
Флаг, разработанный на основе герба, символизирует развитое в волости рыбацкое и морское дело и берёзовые леса Карелии.
Белый корабль — символ тесной связи города с морем. В Приморске расположены НИИП Первого ЦНИИ военного кораблестроения Министерства Обороны Российской Федерации, учебно-научная база Кораблестроительного института (основан в 1978 году). Эмблема корабля означает благополучное достижение цели.
Знак из четырёх лазоревых листьев берёзы олицетворяет местную топонимику. Первое упоминание о поселении, возникшем на данной территории относится к 1268 году — это одно из карельских поселений под названием Берёзовское. В конце XIII века шведы заняли Берёзовые острова, переименовав их в Бьёрке (бьёрк по-шведски — «берёза»). В 1721 году Россия одержала победу в Северной войне, в результате чего район Берёзовых островов вновь вошёл в состав Российского государства. С 31 декабря 1917 года по 1940 год волость Койвисто (койво по-фински «берёза») — в составе Финляндии. Этот фрагмент (который и поныне используют финны — выходцы из этой волости и основанное ими землячество — «Общество жителей Койвисто») — символ преемственности времён. На территории муниципального образования Приморское городское поселение расположен природный заказник «Берёзовые острова» (с 1976 года — как часть Выборгского заказника, с 1996 года — самостоятельный заказник «Берёзовые острова»). Приморск пользуется популярностью как место отдыха.
Кроме того, волна — символ морского города, а 4 берёзовых листа символизируют 3 острова Бьерского архипелага и его материковую часть.
Символ серебряной рыбы означает, что местные жители всегда ловили рыбу. В 1940 году был основан рыболовецкий колхоз им. Жданова, с 1977 года — отделение рыболовецкого колхоза им. В.И. Ленина, с 1996 года — ООО «Приморский рыбак», Приморский рыбокомбинат был основан в 1945 году.
Синий цвет символизирует знание, истину, честность, верность, безупречность, а также побережье Финского залива.
Белый цвет (серебро) символизирует чистоту, правдивость, благородство, откровенность, непорочность, надежду, красоту северной природы.